# Punky Brewster
A Punky Brewster 1984-től 1988-ig vetített amerikai televíziós filmsorozat, amelynek spin-off-ja az It’s Punky Brewster című rajzfilmsorozat. Az alkotója David W. Duclon volt, a producerei Rick Hawkins és Liz Sage voltak, a főszerepet Soleil Moon Frye játszotta. Amerikában 1984. szeptember 18. és 1988. május 27. között az NBC adta.

## Magyar megjelenés
Magyarországon a Hungarovideo adta ki VHS kazettán 1988-ban (a szinkron is ekkor készült), az országos MTV nem sugározta, de helyi televíziókon előfordult (pl. a Szolnok TV-n 1989-ben), továbbá a Super Channel-en is elérhető volt műholdon és több kábelhálózaton, igaz, angolul.

## Szereplők
| Szereplő              | Színész          |
| --------------------- | ---------------- |
| Punky Brewster        | Soleil Moon Frye |
| Henry Warnimont       | George Gaynes    |
| Cherie Johnson        | Cherie Johnson   |
| Margaux Kramer        | Ami Foster       |
| Allen Anderson        | Casey Ellison    |
| Brandon               | Sandy            |
| Betty Johnson         | Susie Garrett    |
| Eddie Malvin          | Eddie Deezen     |
| Mrs. Morton           | Dody Goodman     |
| Mrs. Kramer           | Loyita Chapel    |
| Michael 'Mike' Fulton | T. K. Carter     |